# Конрад Ернст Максимилиан фон Хохберг
Конрад Ернст Максимилиан фон Хохберг (на немски: Konrad Ernst Maximilian Graf von Hochberg Freiherr von Fürstenstein; * 19 август 1682 във Фюрстенщайн; † 26 юни 1742 във Фюрстенщайн) е граф на Хохберг, фрайхер на Фюрстенщайн в Бавария. Той е господар на Фридланд, Валденбург, Обер-Вайстриц, Вайсщайн, Хартхау, Агнесдорф, Шлезиертал, Ройсендорф, Фрайберг и Распенау.
Той е син (девето дете от 10 деца) на граф Ханс Хайнрих II фон Хохберг, фрайхер на Фюрстенщайн (1639 – 1698) и съпругата му Мария Юлиана фон Боршниц (1650 – 1708), дъщеря на Георг фон Боршниц и Ева фон Редер. Внук е на граф Хайнрих фон Хохберг, фрайхер на Фюрстенщайн (1564 – 1613) и праправнук на Конрад II фон Хохберг († 1565), господар на Фюрстенщайн. По-малък брат е на граф Ханс Хайнрих III фон Хохберг (1675 – 1743), фрайхер на Фюрстенщайн.

## Фамилия
Конрад Ернст Максимилиан фон Хохберг се жени на 13 октомври 1706 г. за Регина Изабела фон Виндиш-Ггрец (* 18 септември 1678; † 27 декември 1706), дъщеря на граф Адам фон Виндиш-Ггрец (1627 – 1704) и Анна Мария Руебер фон Пиксендорф. Бракът е бездетен.
Конрад Ернст Максимилиан фон Хохберг се жени втори път на 21 април 1711 г. в Берлин за фрайин Агнес Хелена фон Флеминг (* 31 декември 1690, Базентхин, Полша; † 5 август 1721, Фюрстенщайн), дъщеря на Франц Лудвиг фон Флеминг (1650 – 1691) и София Сабина Юлиана фон Флеминг († сл. 1682). Те имат децата:
- Юлиана Доротея Шарлота фон Хохберг (* 10 юни 1713, Фюрстенщайн; † 22 май 1757, Вроцлав/Бреслау), омъжена на 23 ноември 1735 г. във Фюрстенщайн за граф Хайнрих II Ройс-Лобенщайн (* 19 юли 1702; † 6 май 1782), син на граф Хайнрих XV Ройс-Лобенщайн (1674 – 1739)
- Хайнрих Лудвиг Карл фон Хохберг-Фюрстенщайн (* 30 октомври 1714; † 29 юли 1755), женен на 20 април 1755 г. за графиня Луиза Хенриета фон Хохберг-Фюрстенщайн (* 14 януари 1731; † 18 октомври 1764), дъщеря на братовчед му граф Ханс Хайнрих IV фон Хохберг, фрайхер на Фюрстенщайн (* 30 септември 1705; † 7 април 1758)
- Агнес Изабела Мария фон Хохберг (* 12 февруари 1716; † 20 юли 1744)
- Елеонора Елизабет Максимилиана фон Хохберг (* 26 март 1718; † 9 март 1766), омъжена на 14 януари 1744 г. във 	Фюрстенщайн за фрайхер Ернст Фердинанд фон Мудрах (* 27 септември 1700, Бреслау; † 29 декември 1757, Бреслау)
- 2 сина

Конрад Ернст Максимилиан фон Хохберг се жени трети път на 14 ноември 1725 г. в Бургк за графиня Кристина Доротея Ройс-Унтерграйц (* 25 септември 1699, Грайц; † 6 септември 1752, Цирлау), дъщеря на граф Хайнрих XIII Ройс фон Унтерграйц (1672 – 1733) и графиня София Елизабет фон Щолберг-Илзенбург (1676 – 1729). Бракът е бездетен.